# Гальван, Маттео
Маттео Гальван (итал. Matteo Galvan; род. 24 августа 1988, Виченца, Венеция) — итальянский легкоатлет, специалист по бегу на короткие дистанции. Выступает за сборную Италии по лёгкой атлетике с 2005 года, чемпион Европы в помещении, трёхкратный чемпион Средиземноморских игр, многократный победитель и призёр первенств национального значения, участник летних Олимпийских игр в Рио-де-Жанейро.

## Биография
Маттео Гальван родился 24 августа 1988 года в Виченце.
Первого серьёзного успеха на международном уровне добился в сезоне 2005 года, когда вошёл в состав итальянской сборной и выступил на юношеском мировом первенстве в Марракеше, где завоевал бронзовую награду в беге на 200 метров.
В 2006 году бежал 200 метров и эстафету 4 × 100 метров на юниорском мировом первенстве в Пекине.
В 2007 году в 200-метровой дисциплине стал седьмым на юниорском европейском первенстве в Хенгело.
В 2008 году выиграл бронзовую медаль в шведской эстафете 800 + 600 + 400 + 200 метров на Кубке Европы в помещении в Москве, занял пятое место в эстафете 4 × 400 метров на Кубке Европы в Анси.
В 2009 году на домашнем чемпионате Европы в помещении в Турине финишировал шестым в индивидуальном беге на 400 метров и одержал победу в эстафете 4 × 400 метров, тогда на молодёжном европейском первенстве в Каунасе в эстафете 4 × 400 метров получил серебро. Также в этом сезоне стал серебряным призёром в беге на 200 метров на Средиземноморских играх в Пескаре, а в дисциплине 400 метров дошёл до полуфинала на чемпионате мира в Берлине.
В 2010 году бежал 200 метров на чемпионате Европы в Барселоне.
В 2011 году помимо прочего отметился выступлением на командном чемпионате Европы в Стокгольме.
В 2013 году участвовал в командном чемпионате Европы в Гейтсхеде, завоевал две золотые награды на Средиземноморских играх в Мерсине, стартовал на чемпионате мира в Москве.
В 2014 году выступил в спринтерских дисциплинах на командном чемпионате Европы в Брауншвейге и на чемпионате Европы в Цюрихе.
В 2015 году в 400-метровом беге занял шестое место на чемпионате Европы в помещении в Праге, бежал эстафету 4 × 100 метров на чемпионате мира по легкоатлетическим эстафетам в Нассау.
В 2016 году стал восьмым на чемпионате Европы в Амстердаме. Благодаря череде удачных выступлений удостоился права защищать честь страны на летних Олимпийских играх в Рио-де-Жанейро — в дисциплине 200 метров дошёл до стадии полуфиналов, тогда как на дистанции 400 метров остановился на предварительном квалификационном этапе.
В 2018 году выиграл эстафету 4 × 400 метров на Средиземноморских играх в Таррагоне. На чемпионате Европы в Берлине дошёл до полуфинала в беге на 400 метров и стал шестым в эстафете 4 × 400 метров.
В 2019 году вместе с соотечественниками победил в эстафете 4 × 400 метров на командном чемпионате Европы в Быдгоще, занял шестое место на чемпионате мира в Дохе.
В 2021 году в качестве запасного бегуна присутствовал в итальянской эстафетной команде на Олимпийских играх в Токио, в итоге выйти здесь на старт ему не довелось.